# Мендель, Грегор Иоганн
Грегор Иоганн Мендель (нем. Gregor Johann Mendel, чеш. Řehoř Jan Mendel; 20 июля 1822[…], Гинчице, Австрийская Силезия, Австрийская империя — 6 января 1884[…], Брно, Моравская марка, Австро-Венгрия[…]) — чешско-австрийский биолог-генетик, монах-августинец, аббат.
Основоположник учения о наследственности. Выдвинул идею о носителях наследственности, которые он называл наследственными «факторами». Мендель обнаружил, что существуют альтернативные формы «факторов», которые теперь называются генами, и которые объясняют различия в наследуемых признаках. Открытие им закономерностей наследования моногенных признаков стало первым шагом на пути к современной генетике. Эти закономерности известны теперь как законы Менделя.

## Биография
Родился 20 июля 1822 года в крестьянской семье, в маленьком сельском городке Хейнцендорф на моравско-силезской границе (Австрийская империя, позже Австро-Венгрия, теперь Гинчице (часть села Вражне) у Нового Йичина, Чехия). Дата 22 июля, которая нередко приводится в литературе как дата его рождения, на самом деле является датой его крещения.
Помимо Иоганна в семье Антона и Розины Мендель были две дочери (старшая и младшая сестры Иоганна — Вероника и Терезия). Интерес к природе он начал проявлять рано, уже мальчишкой работая садовником. После деревенской школы Мендель в 1840 году окончил шесть классов гимназии в Троппау (сейчас Опава). Затем в 1841 году поступил в философские классы института Ольмюца (в настоящее время Оломоуц, Чехия) и окончил их. Хорошие отношения с духовными лицами — преподавателями университета, а также серьёзные материальные затруднения привели Менделя к решению «занять положение, освобождающее от мучительных забот о пропитании». В 1843 году он постригся в монахи Августинского монастыря Святого Фомы в Брюнне (ныне Брно, Чехия) и взял имя Грегор. С 1844 по 1848 годы учился в Брюннском богословском институте. В 1847 году стал священником. Самостоятельно изучал множество наук, заменял отсутствующих преподавателей греческого языка и математики в одной из школ. Сдавая экзамен на звание преподавателя, получил неудовлетворительные оценки по биологии и геологии. В 1849—1851 годах преподавал в зноймской гимназии математику, латинский и греческий языки. В период 1851—1853 годов, благодаря поддержке настоятеля своего монастыря (которого он впоследствии сменит на этом посту), обучался естественной истории в Венском университете, в том числе под руководством Франца Унгера — одного из первых цитологов мира, а также у великого физика К. Доплера.
Будучи в Вене, Мендель заинтересовался процессом гибридизации растений и, в частности, разными типами гибридных потомков и их статистическими соотношениями.
В 1854 году Мендель получил место преподавателя физики и естественной истории в Высшей реальной школе в Брюнне, не будучи дипломированным специалистом. Ещё две попытки сдать экзамен по биологии для получения диплома преподавателя в 1856 году окончились провалом на устной части испытания, и Мендель оставался по-прежнему каноником, а позже стал аббатом Августинского монастыря в Старом Брно.
Вдохновившись изучением изменений признаков растений, с 1856 по 1863 год проводил опыты на горохе в монастырском саду и сформулировал законы, объясняющие механизм наследования.
В ходе двух заседаний, 8 февраля и 8 марта 1865 года, Мендель доложил результаты своих опытов брюннскому Обществу естествоиспытателей, которое в конце следующего года опубликовало конспект его доклада в очередном томе «Трудов Общества естественной истории в Брюнне» под названием «Опыты над растительными гибридами». Этот том попал в 120 библиотек университетов мира. Мендель заказал 40 отдельных оттисков своей работы, почти все из которых разослал крупным исследователям-ботаникам, но работа не вызвала интереса у современников.
По совету К. В. фон Негели, известного ботаника, откликнувшегося на присланный с сопроводительным письмом оттиск, он предпринял ряд попыток подтвердить своё открытие на других биологических видах и с этой целью провёл серию опытов по скрещиванию разновидностей ястребинки — растения семейства Астровые, затем — по скрещиванию разновидностей пчёл. В обоих случаях его ждало трагическое разочарование: результаты, полученные им на горохе, на других видах не подтверждались. Причина была в том, что механизмы оплодотворения и ястребинки, и пчёл, имели особенности, о которых в то время ещё не было известно (размножение при помощи партеногенеза), а методами скрещивания, которыми пользовался Мендель в своих опытах, эти особенности не учитывались. В конце концов, великий учёный сам разуверился в том, что совершил открытие.
В 1868 году Мендель был избран аббатом Старобрненского монастыря и больше биологическими исследованиями не занимался.
Помимо управления монастырем, Мендель активно участвовал в общественной жизни региона. В 1876 году он стал одним из директоров Моравского ипотечного банка, также был депутатом Моравского ландтага .
Умер 6 января 1884 в возрасте 61 года от хронического нефрита.
Труды Менделя получили признание только в начале XX века, с развитием представлений о генах. В 1900 году К. Корренс, Х. Де Фриз и Э. Чермак независимо друг от друга заново открыли выведенные Менделем законы наследования.

## Память
- На окраине Брно в Старобрненском монастыре августинцев установлена мемориальная доска и памятник возле палисадника посвященные великому биологу. В музее Менделя имеются его рукописи, документы и рисунки. Также есть различные инструменты, например, старинный микроскоп и другие инструменты, которые учёный использовал в работе.
- В 1970 г. Международный астрономический союз присвоил имя Менделя кратеру на обратной стороне Луны.
- Изображен на австрийской почтовой марке 1984 года[9].
- В 2022 году, в честь 200-летия Менделя, ученые эксгумировали его тело и секвенировали геном[10].